# Adacna laeviuscula
Adacna laeviuscula is een tweekleppigensoort uit de familie van de Cardiidae. De wetenschappelijke naam van de soort is voor het eerst geldig gepubliceerd in 1829 door Eichwald.